# Герб Крестцев
Исторический герб города Крестцы, ныне посёлка городского типа — административного центра Крестецкого муниципального района Новгородской области Российской Федерации

## Описание герба
В верхней части герб Новгородского наместничества; в нижней части герба: «две большие дороги, перешедшие одна другую, крестообразно, в зелёном поле, означая истинное имя сего города».

## История герба
В 1776 году Крестцы из ямщицкого селения становятся городом, а с 1778 года центром Крестецкого уезда Новгородской губернии
16 августа 1781 года императрицей Екатериной II вместе с другими гербами городов Новгородского наместничества был Высочайше утверждён герб Крестцов (ПСЗРИ, 1781, Закон № 15209).
Подлинное описание герба Крестцов гласило: 

" Двѣ большія дороги, перешедшія одна другую, крестообразно, въ зеленомъ полѣ, означаютъ истинное имя сего новаго города.
В верхней половине щита герб новгородский: «В серебряном поле златые кресла с лежащей красною подушкою, на коей поставлены крестообразно с правой стороны скипетр, а с левой крест, наверху кресел подсвечник с тремя горящими свечами, а по сторонам стоящие два медведя».
Герб являлся гласным. Название «Крестцы» произошло от слова «перекрёсток», который в гербе означал пересечение двух дорог: Московско-Петербургской М10 (некогда Новгородско-Московская) и Боровичской.
В 1926 году город Крестцы был преобразован в сельское поселение, а с 9 ноября 1938 стал рабочим посёлком (посёлок городского типа).
В советские времена исторический герб Крестцев не использовался.
21 сентября 2012 года был утверждён герб Крестецкого муниципального района, имеющий следующее описание: «В зелёном поле — выложенный серебряным кружевом, заполненный лазурью косвенный крест, сопровождаемый вверху золотой подковой, а внизу — колоколом того же металла».
Тем самым основной символ исторического герба Крестцев 1781 года — «перекресток» вошёл в герб района в виде косого косого (Андреевский) креста.
Решение о восстановлении или реконструкции исторического герба Крестцев в качестве официального символа для современных Крестцов и муниципального объединения Крестецкое городское поселение не принималось.